# Canelas (Vila Nova de Gaia)
Canelas es una freguesia portuguesa del concelho de Vila Nova de Gaia, con 7,47 km² de superficie y 12.303 habitantes (2001). Su densidad de población es de 1 647,0 hab/km².